# Renia fimbrialis
Renia fimbrialis là một loài bướm đêm trong họ Noctuidae.